# Brenica (Pologne)
Pour l’article homonyme, voir Brenica.
Brenica est une localité polonaise de la gmina de Lubochnia, située dans le powiat de Tomaszów Mazowiecki en voïvodie de Łódź.